# Fehlinformationseffekt
Mit Fehlinformationseffekt (auch seltener als Falschinformationseffekt, aus englisch misinformation effect, Loftus, 1993) bezeichnet man in der Sozial- und Rechtspsychologie den Effekt, dass Erinnerungen an ein Event durch falsche Informationen, denen die Person nach dem Ereignis ausgesetzt wird, verzerrt werden. Dieser Effekt unterstützt die psychologische Annahme, dass menschliche Erinnerungen individuelle Konstruktionen sind, die veränderbar sind und durch äußere Einflüsse verzerrt werden können. Die Tatsache, dass Erinnerungen an bestimmte Geschehnisse leicht von außen verändert werden können, spielt unter anderem auch in der Rechtspsychologie und im Zusammenhang mit Zeugenaussagen eine sehr wichtige Rolle.

## Illustration des Effekts
Experimente zum Fehlinformationseffekt sind typischerweise in drei Phasen aufgebaut. In der ersten Phase werden die Probanden einem komplexen Event, zum Beispiel durch Bilder oder Videos, ausgesetzt. In der zweiten Phase erhält ein Teil der Probanden eine Fehlinformation bezüglich des Events. In der letzten Phase wird die Erinnerung an das ursprüngliche Geschehen getestet, um zu überprüfen, inwieweit die Fehlinformationen Einfluss auf die Erinnerungen genommen haben.
In einem der ersten Experimente zum Fehlinformationseffekt wurden Versuchspersonen verschiedene Dias gezeigt, unter anderem ein Bild eines Autos, das an einem Stoppschild hielt (Experiment 2, Loftus et al., 1978). Andere Versuchsteilnehmer sahen ein Auto vor einem Vorfahrtsschild. Dies diente als die erste der drei Phasen des Experimentes. Nach einer Pause wurde den Probanden in der zweiten Phase als Fehlinformation an dem Platz, an dem vorher ein Vorfahrtsschild zu sehen war, ein Stoppschild gezeigt. Zum Abschluss wurden die Versuchspersonen zu einem späteren Zeitpunkt befragt, an was sie sich von dem ursprünglichen Bild erinnerten. Es zeigte sich, dass 57 % der Probanden, die Fehlinformation erhalten hatten, sich fälschlicherweise an ein Stoppschild erinnerten, und damit die Fehlinformationen aus der zweiten Phase in ihre Erinnerungen übernommen hatten. Zahlreiche Replikationen zeigten, dass eine nennenswerte Anzahl an Probanden die Fehlinformation in ihre Erinnerung an die eigentliche Situation übernahmen. Dies war nicht der Fall bei den Kontrollgruppen, die keine Fehlinformation erhielten (Davis & Loftus, 2007).

## Theoretische Erklärung
Der Fehlinformationseffekt lässt sich übergreifend mittels der Organisation von Wissen innerhalb des Gedächtnisses erklären. Informationen werden im Gedächtnis häufig schematisch abgespeichert (z. B. Barlett, 1932). Diese kognitiven Schemata lassen sich als Prototypen von Ereignissen, Situationen, Klassen von Objekten oder Personengruppen verstehen. Kognitive Schemata besitzen deswegen „Leerstellen“, die entweder durch unmittelbar zur Verfügung stehenden Informationen (z. B. Fehlinformationen) oder Rückschlüsse ausgefüllt werden können und aus diesem Grund das „erinnerte“ Erlebnis von dem eigentlichen Erlebnis abweichen kann.

## Einfluss auf den Fehlinformationseffekt
Obwohl niemand gegen den Effekt immun ist, hat sich gezeigt, dass bestimmte Personengruppen besonders anfällig für den verzerrenden Einfluss sind.

### Alter
Ältere Personen sind eher dafür prädestiniert dem Fehlinformationseffekt zu unterliegen, unabhängig davon, ob ihnen falsche Informationen mehrere Male präsentiert werden. In einem Experiment von Roediger und Geraci (2007) zeigte sich, dass Personen sehr große Schwierigkeiten hatten, wenn sie entscheiden mussten, ob sie ein Objekt schon mal gesehen haben oder nicht. Dies könnte damit zusammenhängen, dass Personen fortgeschrittenen Alters anfälliger für eine falsche Wahrnehmung und falsche Erkennung von gezeigten Informationen sind. Ein weiterer Einfluss stellt die frontale Gehirnfunktion dar. Ältere Personen, die eine hohe frontale Funktion vorwiesen, unterlagen weniger dem Fehlinformationseffekt, als solche mit geringer.

### Alkoholplacebo
Alkoholplacebos können das Sozialverhalten beeinflussen, aber bislang wurde kein Effekt auf Veränderungen bei Erinnerungen festgestellt. In einer Studie von S. Assefi und M. Garry (2003) konnte gezeigt werden, dass Versuchspersonen, die ein Alkoholplacebo konsumierten, stärker von irreführenden Postinformationen nach einem Ereignis beeinflusst wurden und eher von der Korrektheit ihrer Aussage überzeugt sind, als Personen, die nichtalkoholische Getränke konsumierten. Diese Ergebnisse lieferten den Beweis, dass das Gedächtnis der Augenzeugen auch durch nonsoziale Faktoren wie Alkoholplacebos beeinflusst werden. Das Gedächtnis der Menschen wird also nicht per se durch den Alkoholplacebo angriffen, aber die Tendenz steigt, sich falschen Andeutungen und Wahrnehmungen zu unterwerfen.

### Stimmung
Neuere Erkenntnisse aus dem Bereich der kognitiven Emotionstheorie zeigen, dass auch Stimmung einen Einfluss auf die Richtigkeit von Zeugenaussagen hat. In einer Studie von Forgas et al. (2005) wurde untersucht, inwiefern gute und schlechte Stimmung die Erinnerung von Augenzeugen verzerren. Hierbei wurde festgestellt, dass positive Stimmung eher dazu führte irreführende Information in die Erinnerung zu integrieren. Waren die Probanden allerdings in einer negativen Stimmung, verringerte dies den Einfluss auf die spätere Wiedergabe der Geschehnisse. In drei verschiedenen Experimenten wurde gezeigt, dass dieser Effekt sowohl bei positiven als auch negativ behafteten Ereignissen stattfand, in Alltagssituationen und die Probanden selbst dann diesem Effekt ausgeliefert waren, nachdem sie instruiert wurden, ihre Stimmung zu kontrollieren.

## Schutz gegen den Fehlinformationseffekt
Auch der Frage, inwiefern man sich vor dem Fehlinformationseffekt schützen kann, widmete sich das Forschungsgebiet. Die Technik des Kognitiven Interviews bezieht sich auf die Thematik der Zeugenaussagen und wurde entwickelt, um den verzerrenden Effekt auf diese zu minimieren.

### Kognitives Interview
Das kognitive Interview ist eine Technik, die helfen soll, durch bestimmte Regeln und Guidelines für den Interviewführer, dem Fehlinformationseffekt entgegenzuwirken und somit akkurate und vollständige Zeugenaussagen zu erhalten. Ein wichtiges Merkmal ist hier das freie Reproduzieren der Erinnerungen. Hierbei wird zusätzlich empfohlen, die Ereignisse zeitlich zu ordnen und von verschiedenen Perspektiven zu betrachten. Dem Leiter des Interviews wird geraten, eine vertrauensbasierte Beziehung zu dem Zeugen aufzubauen, vor allen Dingen vom Raten sollte dem Zeugen abgeraten werden und suggestive Fragestellungen durch den Interviewleiter vermieden werden. Zur Wirksamkeit des Kognitiven Interviews ist zu sagen, dass es, im Vergleich zu anderen Vernehmungsformen, zu Zeugenaussagen mit mehr korrekten Details führt. Insbesondere das Vermeiden von Suggestivfragen scheint stark zu diesem Effekt beizutragen.